# Pacific Grace
Le Pacific Grace est une goélette canadienne, à coque bois, lancé en 2001.  
Il appartient et est géré par l'association Sail and Life Training Society (en) (SALTS).

## Histoire
Le Pacific Grace a été construit au chantier naval de la SALTS à Victoria en Colombie-Britannique au Canada.
Cette construction a commencé en 1995 quand le Robertson II a été retiré de la flotte de l'association. C'est une reproduction de cet ancien schooner de pêche qui fut construit en 1940 à Shelburne, en Nouvelle-Écosse.
Il dispose de couchettes pour 38 personnes.